# Милецкий, Авраам Моисеевич
Авраа́м Моисе́евич Миле́цкий (ивр. אברהם מילצקי‎, укр. Авраам Мойсейович Мілецький; 10 марта 1918, Киев — 16 июня 2004, Ашкелон, Южный округ) — советский и израильский архитектор. Почётный член Украинской академии архитектуры, профессор (с 1969 года). Лауреат Государственной премии СССР (1967).

## Биография
Родился 10 марта 1918 года в Киеве в еврейской семье. В 1941 году окончил архитектурный факультет Киевского инженерно-строительного института. Является учеником И. Ю. Каракиса.
Будучи студентом, работал художником в театре, а также архитектором в Гражданпроекте.

Прошёл кратковременный курс в Военно-инженерной академии им. В. В. Куйбышева.
В 1941—1945 годах служил в РККА, участвовал в освобождении Киева.
С 1946 года работал в Государственном институте «Киевпроект». С 1950 года — главный архитектор проектов.
С 1967 года преподавал на архитектурном факультете Киевского художественного института, в 1969—1988 годах — профессор.
Член Союза архитекторов СССР.
По мнению советского и украинского архитектора Николая Дёмина, Милецкий внёс больший вклад в формирование архитектурного образа Киева.
С 1991 года жил в Ашкелоне (Израиль).

## Проекты

### Германия

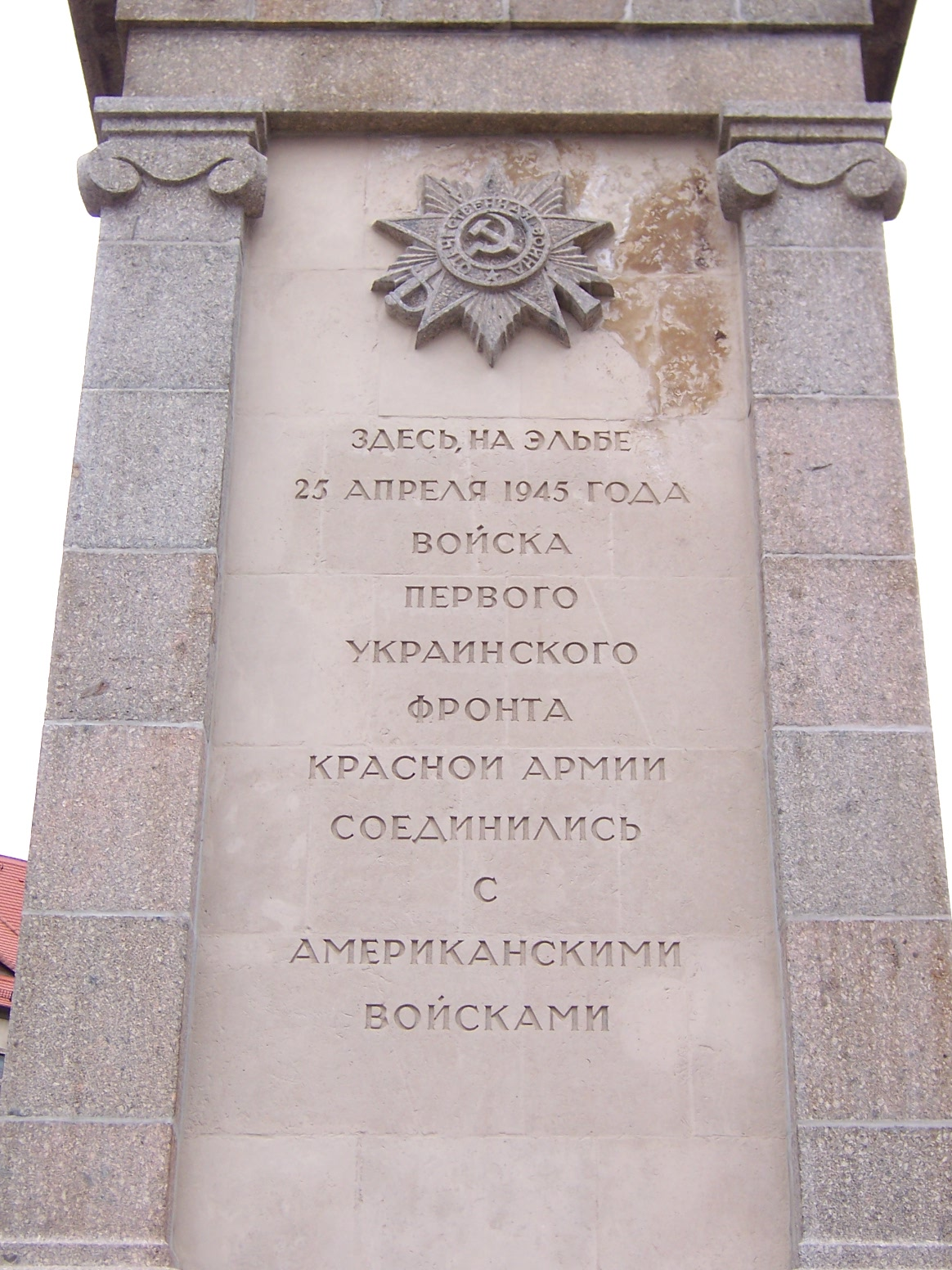
Монумент на берегу Эльбы в Германии (1945)

- Монумент на месте встречи советских и американских войск-союзников в Торгау на Эльбе, Германия (1945)[5].

### УССР
- Ремесленное училище по ул. Кирилловской на Подоле (соавтор, 1949).
- Kомплексная застройка автодороги Киев—Харьков—Ростов-на-Дону (1954).
- Зал заседаний Президиума ЦК КП Украины.
- Гостиница «Москва» (1961, соавтор; c 2001 года называется «Украина»)[9] в Киеве. (Авторы были вынуждены сильно упростить проект по требованию властей).
- Автовокзал (1958—1961, соавтор).
- Ансамбль площади Славы (парк Вечной Славы с мемориалом Неизвестному солдату, 1957, соавт.)[10] в Киеве.
- Дворец пионеров и школьников имени Н. Островского (1962—1965 гг., соавт.)[11][12]
- Памятник в Новых Петровцах в честь форсирования Днепра советскими войсками в 1943 году.

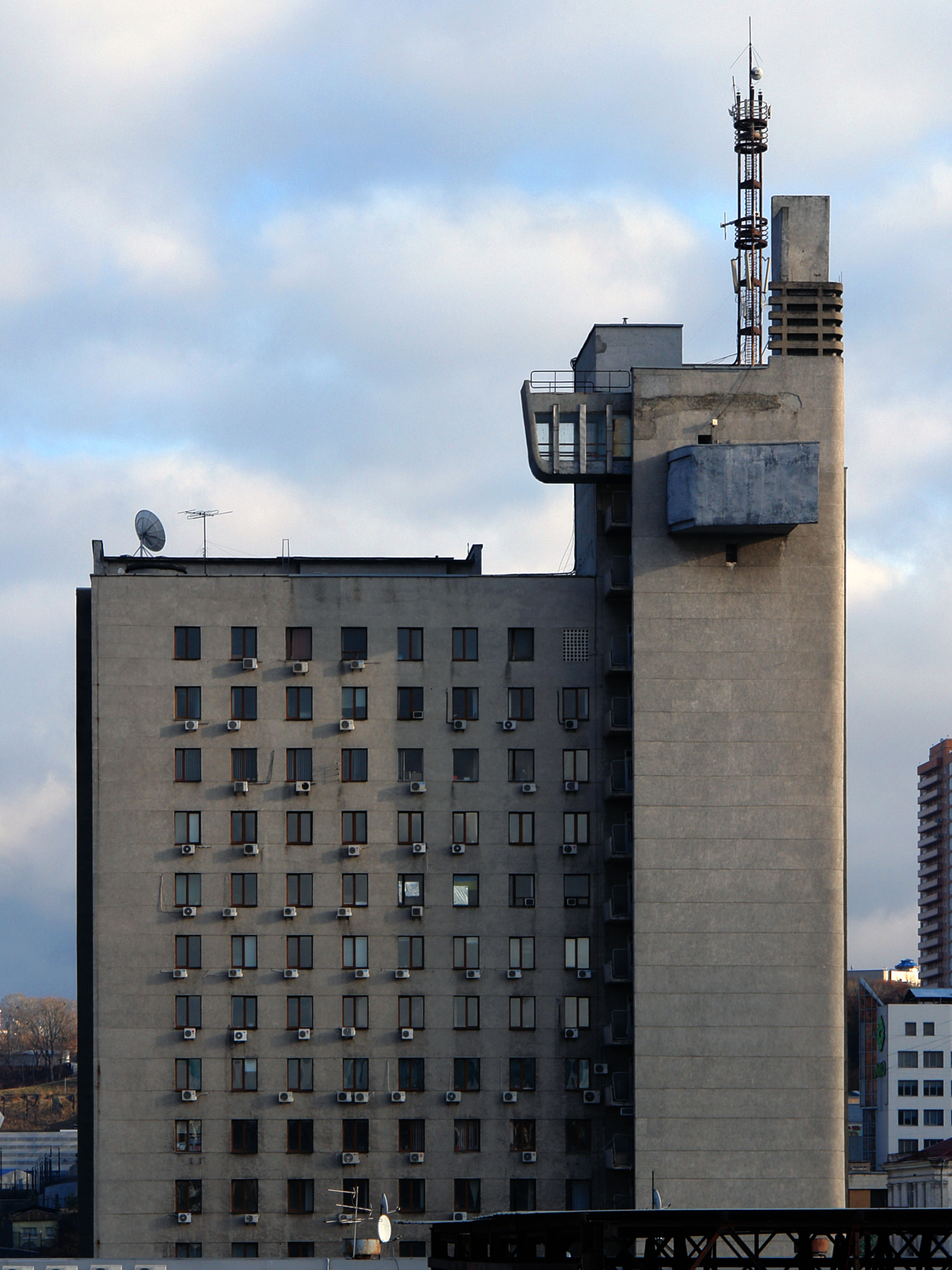
здание Укравтодора

- Инженерно-лабораторный комплекс Министерства дорожного строительства УССР (1971—1976 гг.).

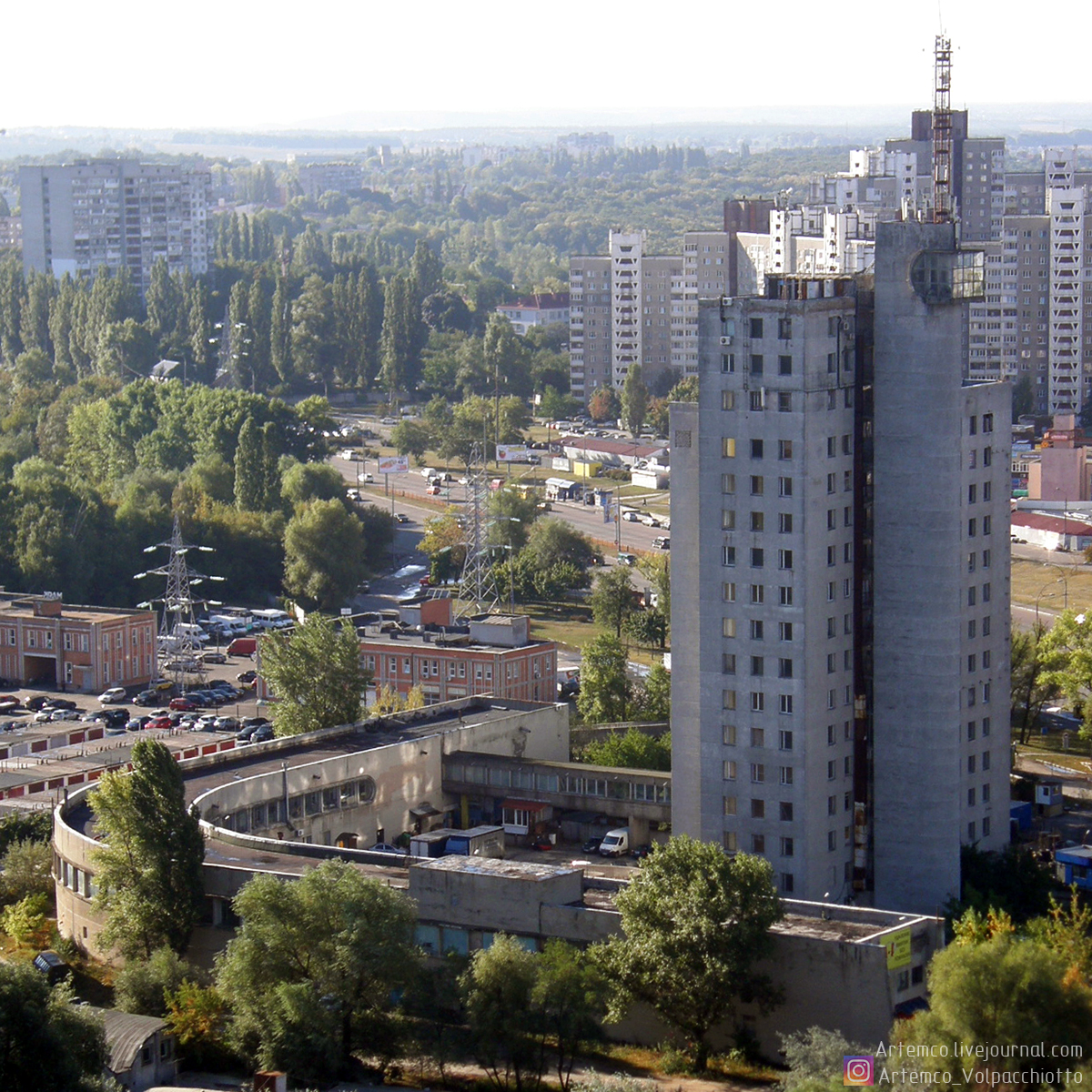
Здание института «Укрдорсвязь»

- Здание института «Укрдорсвязь» (1976 г.).
- Гостиница «Салют» на площади Славы в Киеве (автор был вынужден значительно уменьшить этажность проекта по требованию властей).[2]
- Историко-археологический и архитектурный комплекс парка-музея «Древний Киев» (соавт., 1968-91) — осуществлён частично.
- Археологический музей, Старокиевская гора — не осуществлён.
- Реконструкция застройки урочища Гончары-Кожемяки в Киеве — была начата, но осуществлена на небольшой части; впоследствии урочище застроено по другому проекту.
- Реконструкция Андреевского спуска в Киеве.[2]
- Памятник философу Г. С. Сковороде (проект не осуществлён; установлен памятник других авторов).
- Проект Красной площади в Киеве (1972, не осуществлён).
- Проект памятника в Бабьем Яре[13] (в котором погибла мать и бабушка автора[13]) на конкурсе 1965 г. (в конечном итоге конкурс был отменён, а памятник был поставлен другим автором много позже[13]).
- Крематорий на Байковом кладбище (1975).
- «Парк памяти», мемориально-погребальный комплекс на Байковом кладбище, совместно с художниками А. Ф. Рыбачук, В. В. Мельниченко) — разрабатывался 13 лет, но был реализован лишь частично; монументальная композиция «Стена памяти» уничтожена по распоряжению властей.
- Пейзажная аллея[14].

## Награды и премии
- Государственная премия СССР (1967) — за архитектуру Дворца пионеров и школьников в Киеве.

## Избранные публикации
- «Парк-музей «Древний Киев» : историко-археологический и архитектурный комплекс» / А. М. Милецкий, П. П. Толочко. Киев: «Наукова думка», 1989[15][16]
- Милецкий Авраам. «Наплывы памяти». Редактор В. Левин. Иерусалим. Изд. Филобиблон. 1998 г. 128 с.+ 105 ил. Картонный переплёт, Чуть увеличенный формат.[17]

## Отзывы
Станислав Дёмин: 

Вторая половина XX века, скажем так. Конечно, наследие Авраама Милецкого. Несправедливо, на мой взгляд, эти объекты не отнесены до сих пор к памятникам архитектуры, хотя, безусловно, являются памятниками архитектуры своей эпохи.
Андрей Пашенько: 

…И то, что сделал в своё время Милецкий в этой части города, я считаю, это пример, которым следовало бы и восхищаться, и говорить о нём. Милецкий был автором памятника Славы и всей той территории, которая примыкает к памятнику Славы. Милецкий сумел очень корректно с авторским коллективом поставить бывший Дом пионеров, который не портит это место, и гостиницу «Салют». Вот это место, его визуальное соединение со старой и новой архитектурой — это пример, когда, не выпячиваясь, не крича, создана среда, которая объединила старую и новую часть Киева.
Михаил Кальницкий: 

…Кстати, замечательный комплекс Милецкого в районе площади Славы, и рядом с тщательно проработанными его произведениями появилась ещё одна новостройка массивная, севшая на склоне, тяжёлая, ставшая фоном всему этому.
Евгений Минко: 
Милецкий был автором самых ярких и смелых архитектурных проектов Киева второй половины XX века, сформировавших его модернистское лицо. Увы, уже испещренное немытыми когтями нынешних вандалов наших палестин.
Гостиница «Салют», здание Укравтодора (изначально это лабораторный корпус Министерства автодорог УССР), тот же крематорий на Байковом — восхитительные объекты, внушавшие иллюзию, будто Киев может дышать ветрами будущего.

Сейчас эта иллюзия, конечно, развеялась, но бессмертные произведения Милецкого иногда позволяют о ней вспомнить.